# 12-uursnotatie

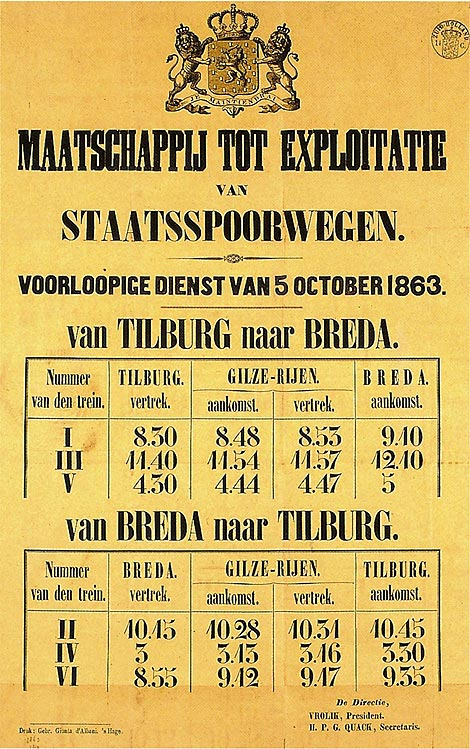
Dienstregeling tussen Tilburg en Breda van 1863 met het 12-uurssysteem. Er worden geen aanduidingen voor voormiddag en namiddag gebruikt, dit onderscheid volgt uit de volgorde van de regels

Ante meridiem (Latijn voor "voor de middag"; spreek uit: ante meridiëm) is een aanduiding voor het tijdvak vanaf 12 uur 's nachts tot 12 uur 's middags.
Post meridiem (Latijn voor "na de middag") is een aanduiding voor het tijdvak vanaf 12 uur 's middags tot 12 uur 's nachts.
De termen worden afgekort als a.m./p.m., AM/PM, of ook A.M./P.M.
Twee minuten na 11.59 a.m. is het 12.01 p.m., op 12.59 p.m. volgt 1.00 p.m., en twee minuten na 11.59 p.m. is het 12.01 a.m. In deze context komt 12 dus vóór 1.
Los daarvan is er de vraag hoe 0.00 uur en 12.00 uur uit de 24-urige tijdsaanduiding in het 12-uurssysteem genoemd worden. Het wordt afgeraden om 12 a.m. en 12 p.m. te gebruiken. Noen en middernacht (of de Engelse equivalenten) zijn duidelijker, al is bij middernacht van een bepaalde datum nog niet duidelijk of die aan het begin of aan het eind van de dag bedoeld wordt.
In het Nederlands spreekt men ook van voormiddag en namiddag (v.m. en n.m. of vm en nm).
Bijvoorbeeld, 8.00 a.m. is 8 uur 's morgens, dus 08.00 uur en niet 20.00 uur.
Dergelijke tijdsaanduidingen zijn met name in Engelstalige landen gebruikelijk. In Nederland, België en de meeste andere Europese landen is een 24-urige tijdsaanduiding tegenwoordig standaard, althans bij schriftelijk gebruik. In het dagelijks spraakgebruik is het meestal de gewoonte dat men het 12-uurssysteem gebruikt. Men zegt dus "acht uur" of "acht uur 's avonds" en schrijft "20.00 uur" op.
Dat is niet altijd zo geweest: vroeger werd in spoordienstregelingen soms wel het 12-uurssysteem gebruikt, met de afkortingen V.M. en N.M. (en ook wel zonder zulke aanduidingen).

## Wiskundig
De lexicografische ordening van het cartesisch product van de geordende verzamelingen {a.m, p.m} {12, 1, ..., 11} en {00, ..., 59} is chronologisch als 12.00 uur a.m. middernacht aan het begin van de dag is, en 12.00 uur p.m. noen.